# Peter Westbury
Peter Westbury (n. 26 mai 1938 – d. 7 decembrie 2015) a fost un pilot englez de Formula 1 care a evoluat în Campionatul Mondial în sezonul 1970.